# L'ispettore Ferraro
L'ispettore Ferraro è una serie di romanzi gialli scritti da Gianni Biondillo e pubblicati dalla casa editrice Guanda tra il 2004 e il 2018.
Alcuni libri sono stati tradotti anche in francese a partire dal 2006.

## Caratteristiche dell'opera
L'idea nasce dallo stesso Biondillo, quando, dopo aver scritto un racconto per un amico su un ispettore, decise di scriverne almeno un libro. Il personaggio principale, Michele Ferraro non viene descritto dettagliatamente dal punto di vista fisico.
Pur essendo di genere giallo, nei vari libri vi sono spunti ironici e comici sia sull'ispettore stesso che sugli altri personaggi come i colleghi Lanza e Comaschi. Inoltre, l'autore utilizza all'interno dei libri tecniche narrative quali la sceneggiatura, l'articolo di giornale e l'uso di parentesi per esplicitare i pensieri interiori dei personaggi.

### Ambientazione
Il principale luogo in cui avvengono le vicende è la periferia di Milano ed in particolar modo il quartiere di Quarto Oggiaro, dove il protagonista interagisce con gli amici Mimmo e Baffo, ma anche con i suoi nemici, ambiente dove è nato l'ispettore. Un altro posto dove si svolgono gli avvenimenti è via Padova, nuova casa del personaggio principale, ma non dal primo capitolo della saga. Caratteristica delle opere scritte da Biondillo è la minuziosa descrizione della città lombarda.
Nel primo libro Biondillo racconta il capoluogo lombardo nelle quattro stagioni, dividendo lo scritto in quattro parti.

## Personaggi
Il personaggio principale è quello dell'Ispettore Michele Ferraro, un uomo di cui non si conosce molto se non che è separato dalla moglie, Francesca. I due, in gioventù erano dei musicisti che hanno partecipato assieme a varie competizioni canore, senza grandi risultati. Da questa relazione è nata anche una figlia di nome Giulia, con cui il protagonista viaggerà ad Ostia nel secondo capitolo della serie.
Dal canto suo, Michele Ferraro ha iniziato la carriera di ispettore in Valtellina e poi a Bergamo, per poi chiedere il trasferimento a Milano. Questo lavoro è iniziato dopo l'abbandono degli studi all'università. Tra i colleghi vi sono Comaschi, sovrintendente, Lanza che è il compagno fidato del protagonista e la collega Fusco, agente speciale con carattere riservato.
Altri personaggi sono: il crudele Mimmo 'O Animalo e il fruttivendolo Don Ciccio.

## La serie di romanzi
Il primo romanzo si intitola Per cosa si uccide ed è stato pubblicato nel 2004, ricevendo una menzione al Premio del Giovedì Marisa Rusconi. La scrittura del libro è avvenuta un anno prima rispetto alla messa in commercio, come afferma lo stesso Biondillo, così come anche per i successivi Con la morte nel cuore del 2005 e Il giovane sbirro del 2007.

### Per cosa si uccide (2004)
Nella città di Milano in cui vive l'ispettore Ferraro è avvenuto lo sgozzamento di un cane e successivamente vi sono vari omicidi su cui deve indagare con colleghi irreali.

### Con la morte nel cuore (2005)
Ferraro sta seguendo due casi: insieme al collega Comaschi cerca le tracce di un giovane operaio scomparso, mentre con Lanza è impegnato ad indagare su un traffico di droga che diviene ben presto un pericoloso intreccio di tutte le mafie d'Europa. Intanto, la sua vita privata è complicata dall'altalenante volontà di completare gli studi universitari e dalla gelosia che lo rode per la ex moglie Francesca.

### Il giovane sbirro (2007)
Michele Ferraro è un giovane di provincia, passa il suo tempo tra la piccola rock band dove suona il basso e la fidanzata Francesca. Nel quartiere periferico di Quarto Oggiaro viene malvisto quando decide di entrare in polizia con lo scopo di avere uno stipendio. Le prime indagini sulle Alpi, il matrimonio con Francesca, la nascita della figlia Giulia ed infine il disastroso trasferimento nella nativa Milano dove incapperà in molti casi e manderà a monte il suo matrimonio sono le prerogative che hanno permesso all'ispettore di iniziare la sua carriera.

### I materiali del killer (2011)
Ferraro sta seguendo insieme al collega Comaschi un caso, all'apparenza semplice, di un furto in villa finito in tragedia; viene però improvvisamente chiamato in causa dalla sua ex superiore ed ex compagna Elena Rinaldi nella frenetica ricerca di un evaso. Una persona di colore nero dalle incerte generalità è stato aiutato a fuggire dal carcere di Lodi e si sta spostando in mezza Italia seminando una scia di sangue. 

### Cronaca di un suicidio (2013)
Durante una breve vacanza sul litorale romano con la figlia, Michele Ferraro incappa nelle tracce lasciate da un suicida. Su una barca abbandonata Ferraro trova la lettera d'addio di Giovanni Tolusso, uno sceneggiatore travolto dalla crisi economica. Le indagini saranno brevi e la vita di Giovanni scorre sul fondo della trama.

### Nelle mani di Dio (2014)
Un’insegnante di matematica è stata brutalmente uccisa al termine dei colloqui con i genitori. In una scuola forzatamente multietnica è complicato anche per Ferraro (che abita in zona) scoprire la verità, ben più complessa ed amara di quanto poteva sembrare all'inizio delle indagini.

### L'incanto delle sirene (2015)
Durante la settimana della moda di Milano avviene la morte di una top model e su decisione di Luisa Donnaciva, una conoscente di Ferraro, le indagini vengono assegnate a lui. Intorno a questo omicidio si vengono a creare anche altre situazioni.

### Il sapore del sangue (2018)
In una Milano gelida e preda di una nevicata epocale, l'ispettore Ferraro, come sempre, quasi controvoglia, si trova a dover indagare sulla strana uscita dal carcere di San Vittore da parte di Sasà Procopio. Nonostante quasi definitivamente condannato a 30 anni per omicidi e malefatte per conto della 'ndrangheta, Sasà esce dopo solo quattro anni, in maniera legale e dal portone principale del carcere. Sebbene abbia solo voglia di fuggire con quello che era il suo piano b (un tesoro nascosto accumulato in anni di malavita), prima di essere incarcerato, il suo passato, per caso, lo travolge coinvolgendo vecchi complici, nuovi bulli di mafia, la sua famiglia e inevitabilmente, Ferraro e il suo commissariato, nel quale, dopo anni all'estero, torna Augusto Lanza, geniale superiore e autentico faro nelle indagini del protagonista della saga creata da Gianni Biondillo. 

## Premi e riconoscimenti
Il primo libro, Per cosa si uccide, ha ricevuto una menzione al Premio del Giovedì Marisa Rusconi nel 2005 e nello stesso anno l'autore viene premiato al Premio Fedeli con Con la morte nel cuore.
Nel 2011 il romanzo I materiali del killer ha vinto il Premio Scerbanenco e nel 2014 lo stesso scritto ha ricevuto il Prix Violeta Negra in Francia per la versione tradotta in questo paese.

## Accoglienza
Fin dal primo romanzo il libro è stato accolto positivamente dalla critica e dal pubblico. In particolare, è stata apprezzata la descrizione dettagliata della città di Milano, sia del centro che della periferia. Inoltre, degno di nota è l'uso di varie tecniche narrative.

## Opere
- Gianni Biondillo, Per cosa si uccide, Guanda, 2004, ISBN 88-8246-652-3.
  - (FR) Gianni Biondillo, Pourquoi tuons-nous?, traduzione di Claude Bonnafont, Parigi, Joëlle Losfeld, 2006, ISBN 978-2-86424-925-2.
- Gianni Biondillo, Con la morte nel cuore, Guanda, 2005, ISBN 88-8246-655-8.
  - (FR) Gianni Biondillo, La Mort au cœur, traduzione di Lise Caillat, Joëlle Losfeld, 2009, ISBN 978-2-07-078742-5.
- Gianni Biondillo, Il giovane sbirro, Guanda, 2007, ISBN 88-6088-056-4.
- Gianni Biondillo, I materiali del killer, Guanda, 2011, ISBN 978-88-6088-412-1.
  - (FR) Gianni Biondillo, traduzione di Serge Quadruppani, Éditions Métailié, 2013, ISBN 978-2-86424-925-2.
- Gianni Biondillo, Cronaca di un suicidio, Guanda, 2013, ISBN 978-88-235-0411-0.
- Gianni Biondillo, Nelle mani di Dio, Guanda, 2014, ISBN 978-88-235-0776-0.
- Gianni Biondillo, L'incanto delle sirene, Guanda, 2015, ISBN 978-88-6088-413-8.
  - (FR) Gianni Biondillo, Le charme des sirènes, traduzione di Serge Quadruppani, 2017, ISBN 979-10-226-0715-5.